# Ovipalpus pubescens
Ovipalpus pubescens – gatunek chrząszcza z rodziny sprężykowatych.
Owad osiąga długość 12-14 mm.
Zabarwiony jest na czarno, wyjąwszy żółty przedtułów. Jego ciało pokrywają szare włoski, umiarkowanie długie i gęste.
Cechuje się on nie łódkowatym, szerszym niż dłuższym czołem. Czułki składają się z 11 segmentów, wykazują lekkie ząbkowanie u obu płci. 2. z segmentów ma kształt kulisty, kolejny − wydłużony, choć jest krótki, krótszy od. 4., ostatni zwęża się u koniuszka. Żuwaczki są wydłużone, podobnie penicilius. Szczęki pokryte są prostymi setami, prementum dolnej wargi − długimi. Pronotum szersze, niż dłuższe, z przednim brzegiem prostym, wypukłe. 
Pierwsza para skrzydeł wypukłych, lekko spłaszczonych u szczytu. U samca obserwuje się wydłużony aedeagus.
Golenie noszą długie ostrogi.
Opisany materiał pochodził z Chile.
Gatunek zaliczano wcześniej do podplemienia Dicrepidiina w plemieniu Ampedini i podrodzinie Elaterinae. Obecnie wydaje się być bliżej spokrewniony z Prosterninae.